# Puccinia schedonnardii
Puccinia schedonnardii är en svampart som beskrevs av Kellerm. & Swingle 1888. Puccinia schedonnardii ingår i släktet Puccinia och familjen Pucciniaceae.   Inga underarter finns listade i Catalogue of Life.